# Aloe dinteri
Aloe dinteri är en grästrädsväxtart som beskrevs av Alwin Berger. Aloe dinteri ingår i släktet Aloe och familjen grästrädsväxter. IUCN kategoriserar arten globalt som livskraftig. Inga underarter finns listade i Catalogue of Life.